# Estación de Felipe Carrillo Puerto
Felipe Carrillo Puerto es la estación de trenes del municipio honónimo, Quintana Roo. La estación permite conectar y atender el transporte local y el turismo con la zona.
La estación del Tren Maya que abre el en 2024.

## Tren Maya
Andrés Manuel López Obrador anunció en su campaña presidencial del 2018 el proyecto del Tren Maya. El 13 de agosto de 2018 anunció el trazo completo. El recorrido de la nueva ruta del Tren Maya puso a la Estación Felipe Carrillo Puerto en la ruta que conectaría con el resto de Quintana Roo.
Actualmente, la estación en Felipe Carrillo Puerto se encuentra abierta y recibe a viajeros locales, nacionales e internacionales.